# Orbelín Pineda
Orbelín Pineda Alvarado (sinh ngày 24 tháng 3 năm 1996) là một cầu thủ bóng đá chuyên nghiệp người México hiện thi đấu ở vị trí tiền vệ cho câu lạc bộ AEK Athens tại Greek Super League theo dạng cho mượn từ Celta và đội tuyển quốc gia México.

## Thống kê sự nghiệp

### Câu lạc bộ
Tính đến ngày 13 tháng 11 năm 2022
| Club              | Season       | League              | League | League | Cup  | Cup   | Continental | Continental | Total | Total |
| Club              | Season       | Division            | Apps   | Goals  | Apps | Goals | Apps        | Goals       | Apps  | Goals |
| ----------------- | ------------ | ------------------- | ------ | ------ | ---- | ----- | ----------- | ----------- | ----- | ----- |
| Querétaro         | 2013–14      | Liga MX             | —      | —      | 1    | 0     | —           | —           | 1     | 0     |
| Querétaro         | 2014–15      | Liga MX             | 29     | 5      | 12   | 1     | —           | —           | 41    | 6     |
| Querétaro         | 2015–16      | Liga MX             | 15     | 3      | —    | —     | 2           | 0           | 17    | 3     |
| Querétaro         | Total        | Total               | 44     | 8      | 13   | 1     | 2           | 0           | 59    | 9     |
| Guadalajara       | 2015–16      | Liga MX             | 19     | 4      | 2    | 1     | —           | —           | 21    | 5     |
| Guadalajara       | 2016–17      | Liga MX             | 42     | 2      | 9    | 0     | —           | —           | 51    | 2     |
| Guadalajara       | 2017–18      | Liga MX             | 29     | 0      | 4    | 1     | 8           | 1           | 41    | 2     |
| Guadalajara       | 2018–19      | Liga MX             | 12     | 1      | 1    | 0     | 2           | 0           | 15    | 1     |
| Guadalajara       | Total        | Total               | 102    | 7      | 16   | 2     | 10          | 1           | 128   | 10    |
| Cruz Azul         | 2018–19      | Liga MX             | 18     | 2      | 5    | 0     | 3           | 1           | 26    | 3     |
| Cruz Azul         | 2019–20      | Liga MX             | 25     | 3      | —    | —     | 3           | 1           | 28    | 4     |
| Cruz Azul         | 2020–21      | Liga MX             | 41     | 4      | 1    | 0     | 3           | 1           | 44    | 5     |
| Cruz Azul         | 2021–22      | Liga MX             | 13     | 1      | —    | —     | —           | —           | 13    | 1     |
| Cruz Azul         | Total        | Total               | 97     | 10     | 6    | 0     | 9           | 3           | 112   | 13    |
| Celta             | 2021–22      | La Liga             | 7      | 0      | —    | —     | —           | —           | 7     | 0     |
| AEK Athens (loan) | 2022–23      | Super League Greece | 13     | 3      | —    | —     | —           | —           | 13    | 3     |
| Career total      | Career total | Career total        | 263    | 28     | 35   | 3     | 21          | 4           | 319   | 35    |

1. 1 2 3 4  Appearances in CONCACAF Champions League
2. ↑  One appearance, one goal in the 2016 Supercopa MX
3. ↑  Appearances in FIFA Club World Cup
4. ↑  One appearance in 2019 Supercopa MX
5. ↑  Appearances in Leagues Cup
6. ↑  Appearance in 2021 Campeones Cup

### Quốc tế
Tính đến ngày 24 tháng 3 năm 2024
| Đội tuyển quốc gia | Năm  | Trận | Bàn |
| ------------------ | ---- | ---- | --- |
| México             | 2016 | 3    | 0   |
| México             | 2017 | 11   | 1   |
| México             | 2018 | 1    | 0   |
| México             | 2019 | 6    | 0   |
| México             | 2020 | 4    | 1   |
| México             | 2021 | 18   | 4   |
| México             | 2022 | 9    | 0   |
| México             | 2023 | 14   | 3   |
| México             | 2024 | 2    | 1   |
| Tổng               | Tổng | 68   | 10  |

Bàn thắng và kết quả của México được để trước.
| #  | Ngày                | Địa điểm                                    | Đối thủ     | Bàn thắng | Kết quả | Giải đấu                        |
| -- | ------------------- | ------------------------------------------- | ----------- | --------- | ------- | ------------------------------- |
| 1  | 9 tháng 7 năm 2017  | Sân vận động Qualcomm, San Diego, Hoa Kỳ    | El Salvador | 3–1       | 3–1     | CONCACAF Gold Cup 2017          |
| 2  | 30 tháng 9 năm 2020 | Sân vận động Azteca, Mexico City, México    | Guatemala   | 2–0       | 3–0     | Giao hữu                        |
| 3  | 14 tháng 7 năm 2021 | Sân vận động Cotton Bowl, Dallas, Hoa Kỳ    | Guatemala   | 3–0       | 3–0     | CONCACAF Gold Cup 2021          |
| 4  | 24 tháng 7 năm 2021 | Sân vận động State Farm, Glendale, Hoa Kỳ   | Honduras    | 3–0       | 3–0     | CONCACAF Gold Cup 2021          |
| 5  | 29 tháng 7 năm 2021 | Sân vận động NRG, Houston, Hoa Kỳ           | Canada      | 1–0       | 2–1     | CONCACAF Gold Cup 2021          |
| 6  | 5 tháng 9 năm 2021  | Sân vận động Quốc gia, San José, Costa Rica | Costa Rica  | 1–0       | 1–0     | Vòng loại FIFA World Cup 2022   |
| 7  | 26 tháng 3 năm 2023 | Sân vận động Azteca, Mexico City, México    | Jamaica     | 1–1       | 2–2     | CONCACAF Nations League 2022–23 |
| 8  | 25 tháng 6 năm 2023 | Sân vận động NRG, Houston, Hoa Kỳ           | Honduras    | 3–0       | 4–0     | CONCACAF Gold Cup 2023          |
| 9  | 8 tháng 7 năm 2023  | Sân vận động AT&T, Arlington, Hoa Kỳ        | Costa Rica  | 1–0       | 2–0     | CONCACAF Gold Cup 2023          |
| 10 | 21 tháng 3 năm 2024 | Sân vận động AT&T, Arlington, Hoa Kỳ        | Panama      | 3–0       | 3–0     | CONCACAF Nations League 2023–24 |